# District de Voitsberg
Le district de Voitsberg est une subdivision territoriale du land de Styrie en Autriche.

## Géographie

### Lieux administratifs voisins
| District de Knittelfeld                   |                              |                           |
| District de Judenburg                     |                              | District de Graz-Umgebung |
| District de Wolfsberg (Land de Carinthie) | District de Deutschlandsberg |                           |

## Communes
Le district de Voitsberg est subdivisé en 15 communes :
- Bärnbach
- Edelschrott
- Geistthal-Södingberg
- Hirschegg-Pack
- Kainach bei Voitsberg
- Köflach
- Krottendorf-Gaisfeld
- Ligist
- Maria Lankowitz
- Mooskirchen
- Rosental an der Kainach
- Sankt Martin am Wöllmissberg
- Söding-Sankt Johann
- Stallhofen
- Voitsberg